# Indywidualne Mistrzostwa Świata na Żużlu 1994
Indywidualne Mistrzostwa Świata na Żużlu 1994 – cykl turniejów żużlowych mających wyłonić najlepszych żużlowców na świecie. Tytuł wywalczył Szwed Tony Rickardsson.
Sezon 1994 był ostatnim, który rozegrano w formie jednodniowego finału, od 1995 wprowadzono formułę Grand Prix.

## Finał Światowy
- 20 sierpnia 1994 r. (sobota),  Vojens – Vojens Speedway Center

| Msc. | Zawodnik             | Kraj              | Pkt  |                |  |
| ---- | -------------------- | ----------------- | ---- | -------------- |  |
| 1    | Tony Rickardsson     | Szwecja           | 12+3 | (2,2,2,3,3) +3 |  |
| 2    | Hans Nielsen         | Dania             | 12+2 | (3,3,3,w,3) +2 |  |
| 3    | Craig Boyce          | Australia         | 12+1 | (2,2,3,3,2) +1 |  |
| 4    | Greg Hancock         | Stany Zjednoczone | 11   | (1,3,3,3,1)    |  |
| 5    | Tommy Knudsen        | Dania             | 10   | (3,3,1,0,3)    |  |
| 6    | Marvyn Cox           | Niemcy            | 9    | (3,0,3,2,1)    |  |
| 7    | Henrik Gustafsson    | Szwecja           | 9    | (2,3,2,1,1)    |  |
| 8    | Mark Loram           | Wielka Brytania   | 9    | (1,2,2,2,2)    |  |
| 9    | Josh Larsen          | Stany Zjednoczone | 7    | (2,1,0,1,3)    |  |
| 10   | Jan Staechmann       | Dania             | 7    | (1,2,2,2,0)    |  |
| 11   | Jason Crump          | Australia         | 6    | (3,0,0,1,2)    |  |
| 12   | Chris Louis          | Wielka Brytania   | 6    | (1,1,1,3,0)    |  |
| 13   | Sam Ermolenko        | Stany Zjednoczone | 6    | (0,1,1,2,2)    |  |
| 14   | Stefan Dannö         | Szwecja           | 2    | (0,1,1,0,0)    |  |
| 15   | Piotr Świst          | Polska            | 1    | (0,0,0,0,1)    |  |
| 16   | Tomasz Gollob        | Polska            | 0    | (0,0,u/-,-,-)  |  |
|      | rez. Billy Hamill    | Stany Zjednoczone | 1    | (1)            |  |
|      | rez. Roman Jankowski | Polska            | 0    | (0,0)          |  |

Awans: 10 do nowej edycji Grand Prix w następnym roku

Uwaga! Brytyjczyk Marvyn Cox z licencją niemiecką